# Eduardo de la Iglesia
Eduardo de la Iglesia (né le 16 mars 1981 à Viña del Mar) est un journaliste et animateur de télévision chilienne.

## Télévision
- Hora Libre (UCV Télévision) : Animateur
- 2005 : Tarde Libre (Canal 13) : Reporter
- 2006 : Viva la mañana (Canal 13) : Reporter
- 2007-2013 : 3x3 (Canal 13) : Animateur
- 2014-2016 : Mañaneros (La Red) : Animateur[1] (avec Julia Vial)
- 2014-2016 : Así somos (La Red) : Animateur
- 2014 : Intrusos (La Red) : Animateur remplacement
- depuis 2016 : Hola Chile (La Red) : Animateur (avec Julia Vial)